# Ana María Solsona
Ana María Solsona (Barcelona, 3 de març de 1943) és una presentadora de televisió i actriu de doblatge catalana.
Va desenvolupar la seva carrera professional en Televisió Espanyola i va arribar a convertir-se en un personatge molt popular en Espanya a principis dels anys 60, quan va presentar, al costat de Carmina Alonso, un dels primers programes musicals de la televisió espanyola, que va aconseguir una enorme repercussió en el seu moment: Gran parada (1959-1963). El 1959 fou nomenada pubilla de la ciutat de Barcelona.
Encara que és recordada fonamentalment per aquest espai, també va participar en anys successius en les labors de presentació d'altres programes com Revista para hombres (1963), amb Montserrat Cierco o Noticiario Femenino (1963). També la hi recordarà per ser la que acompanyava el personatge Topo Gigio en les seves primeres aparicions en TVE dins de l'espai Amigos del martes.
Era a més un rostre habitual en la presentació de gales i certàmens musicals retransmesos per la televisió del moment, com el Festival de la Cançó Mediterrània, que va presentar en la seva segona edició (1960) amb Federico Gallo i Isabel Bauzá i en la cinquena (1963) amb el mateix Federico Gallo i Carmina Alonso.
Posteriorment es va retirar de les pantalles, i entre 1978-1995 es va dedicar al doblatge.

## Reconeixements
- Premi Antena de Oro en 1962.